# 1797
- Wikisource

| Calendário gregoriano                                                        | 1797 MDCCXCVII                      |
| Ab urbe condita                                                              | 2550                                |
| Calendário arménio                                                           | 1246 – 1247                         |
| Calendário bahá'í                                                            | -47 – -46                           |
| Calendário budista                                                           | 2341                                |
| Calendário chinês                                                            | 4493 – 4494 Início a 28 de janeiro  |
| Calendário copta                                                             | 1513 – 1514                         |
| Calendário etíope                                                            | 1789 – 1790                         |
| Calendários hindus - Vikram Samvat - Calendário nacional indiano - Cáli Iuga | 1852 – 1853 1718 – 1719 4897 – 4898 |
| Calendário Holoceno                                                          | 11797                               |
| Calendário islâmico                                                          | 1212 – 1213                         |
| Calendário judaico                                                           | 5557 – 5558                         |
| Calendário persa                                                             | 1175 – 1176                         |
| Calendário rúnico                                                            | 2047                                |
| Calendário solar tailandês                                                   | 2340                                |

1797 (MDCCXCVII, na numeração romana) foi um ano comum do século XVIII do actual Calendário Gregoriano, da Era de Cristo, e a sua letra dominical foi A (52 semanas), teve início a um domingo e terminou também a um domingo.
| Ano completo                    |
| ------------------------------- |
| Ano comum com início ao domingo |

## Eventos

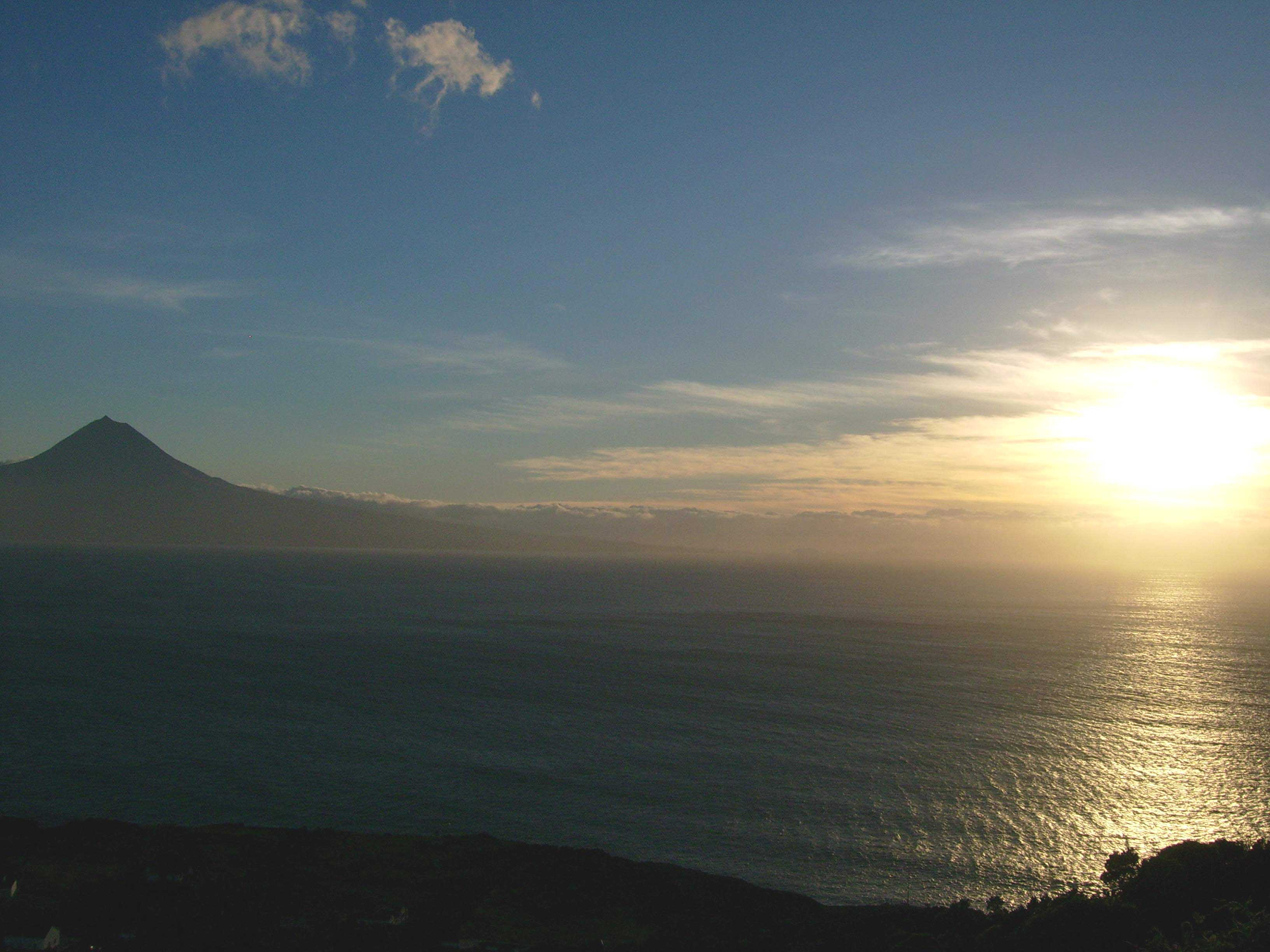
Por-do-Sol sobre a ilha do Pico, visto das Velas, ilha de São Jorge, Açores.

- Construção do Portão do Mar, nas Velas, ilha de São Jorge, construção destinada a fazer parte do sistema de muralhas defensivo da vila. A obra ficou concluída em 1799.[1]

### Janeiro
- 14 de Janeiro - Batalha de Rivoli.

### Fevereiro
- 2 de Fevereiro - Capitulação de Mântua; a praça, guarnecida pelas tropas austríacas, capitula perante as forças do exército de Napoleão Bonaparte.
- 14 de Fevereiro - Batalha naval do Cabo de São Vicente.
- 19 de Fevereiro - Tratado de Tolentino.
- 23 de Fevereiro - Todos os detentores de bens da Coroa portuguesa e os herdeiros de morgados ou capelas passam a ter que servir no Exército ou na Marinha, sob pena de devolução dos bens.

### Março
- 4 de março - John Adams toma posse como o 2º Presidente dos Estados Unidos da América, sucedendo a George Washington.

### Abril
- 18 de Abril - Tratado de Leoben.

### Junho
- 28 de Junho - António Manuel de Melo e Castro de Mendonça tomou posse do governo de São Paulo sendo o décimo quarto Capitão General da Capitania.

### Outubro
- 13 de Outubro - O povoado de Araritaguaba antigo porto das Monções portuguesas é elevada a Vila Chamada Porto Feliz.
- 17 de Outubro - Luxemburgo é anexado pela França. Tratado de Campoformio.

## Nascimentos
- 3 de Janeiro - Luís Paulo de Araújo Bastos, primeiro barão com grandeza e visconde com grandeza de Fiais,[2] e político brasileiro (m. 1863).
- 15 de Janeiro - João Baptista da Silva Pereira, Barão de Gravataí, militar brasileiro (m. 1853).
- 22 de Janeiro - Maria Leopoldina de Áustria, imperatriz do Brasil (m. 1826).
- 22 de março - Guilherme Hohenzollern, rei da Prússia e primeiro imperador alemão.
- 16 de Abril - Adolphe Thiers, político francês (m. 1877).
- 22 de Abril - Jean Léonard Marie Poiseuille, médico e físico francês (m. 1869).
- 9 de Julho - Domingos José de Almeida, em Mariana, Minas Gerais. Importante Ministro da República Rio-Grandense durante a Guerra dos Farrapos.
- 31 de Agosto - Ramón Castilla, foi presidente do Peru (m. 1867).

## Mortes
- 26 de Janeiro - D. Antão de Almada, 1.º Capitão-general dos Açores (n. 1718).

## Por tema
- 1797 no Brasil
- 1797 na ciência
- 1797 no desporto
- 1797 na literatura
- 1797 na música